# Popcorn Time
Popcorn Time foi um cliente Torrent em multiplataforma livre e de código aberto que inclui um tocador de mídia. O programa destina-se como uma alternativa gratuita para serviços de vídeo sob demanda em assinatura, como o Netflix. O programa aparenta transmitir cópias não autorizadas de filmes através de links de torrent fornecidos pelo site YTS, (yts.re, anteriormente YIFY) — outros rastreadores podem ser adicionados manualmente e, em seguida, utilizados, mas o protocolo não permite a transmissão, seja a nível técnico ou jurídico; em vez disso, o download sequencial é usado.
Após a criação, o Popcorn Time rapidamente recebeu inesperadamente a atenção da mídia positivamente, com alguns comparando-a com ao Netflix, devido à sua facilidade de uso. O programa foi abruptamente descontinuado pelo seus criadores originais em 14 de março de 2020, mas posteriormente foi bifurcado e foi retomado por outros desenvolvedores.

## Funcionalidade
A interface do Popcorn Time apresenta miniaturas e os títulos de maneira muito similar ao Netflix. Elas podem ser pesquisados, ou visualizados por gêneros e categorias. Quando um usuário seleciona um dos títulos, o filme é transmitido através do protocolo BitTorrent. Como outros clientes BitTorrent, o Popcorn Time envia o torrent do filme ao usuário que deseja acessá-lo, criando assim uma nuvem BitTorrent.
A legalidade do Popcorn Time coincide com o de todos os outros clientes Bittorrent mais o fator adicional que se aplica a sites como o Piratebay e o YTS propriamente dito, devido à vinculação explícita dos conteúdos do filmes; este site alegou que o software "poderia" ser ilegal dependendo da legislação local. O cliente bifurcado Time4Popcorn, incluiu um serviço de VPN gratuito chamado Kebrum na sua versão mais recente.

## Desenvolvimento
O Popcorn Time foi originalmente desenvolvido "em um par de semanas" por um grupo de Buenos Aires, Argentina, que elegeu "Pochoclín" (derivado de pochoclo = pipoca no linguajar de Buenos Aires) como seu mascote. Eles acreditavam que a pirataria era um "problema de serviço" criado por "uma indústria que retrata a inovação como uma ameaça à sua receita antiga para recolher o valor", e também argumentou que os provedores de streaming estavam sendo dando muitas restrições e que estavam os obrigando a prestar um serviço inconsistente entre os países, observando que os provedores de streaming em sua Argentina natal "parecem acreditar que There's Something About Mary é um filme recente. Esse filme teria idade suficiente para votar aqui".
Desenvolvido para Linux, Mac OS X, Windows e Android, o código fonte do Popcorn Time está disponível para download em seu site fazendo com que ele seja um projeto de código aberto; com contribuintes localizados do programa em 44 idiomas.
De acordo com uma entrevista para o TorrentFreak, os novos desenvolvedores do Popcorn Time planejam adicionar suporte para o Chromecast, e a capacidade de transmitir programas de TV, além de filmes.

## Ressurgimento
Em 14 de março de 2014, o site do Popcorn Time e o repositório no GitHub foram abruptamente retirados, com os desenvolvedores, afirmando que, apesar da cobertura da mídia inesperadamente positiva que o software atraiu, eles simplesmente queria seguir em frente, e que "nosso experimento nos colocou às portas de debates intermináveis sobre pirataria e direitos autorais, ameaças legais e as máquinas sombrias nos faz sentir em perigo por fazer o que amamos. E essa não é uma batalha em que queremos fazer parte".
Os desenvolvedores afirmaram que a maioria de seus usuários estavam fora dos Estados Unidos, e que foi "instalado em todos os países da Terra. Mesmo em dois que não têm acesso à internet," por usuários que "correm o risco de ter multas, ações judiciais, apenas por ser capaz de ver um filme recente que está apenas nos cinemas. Só para ter o tipo de experiência que eles merecem." Eles também elogiaram os meios de comunicação por não antagonizar-los em sua cobertura no Popcorn Time, e concordando com as suas opiniões que a indústria do cinema era anti-consumidora e demasiadamente restritiva no que diz respeito à inovação.
Após o anúncio, o desenvolvimento foi assumido por duas equipes, ambas usando o nome de "Corônopo Time"; no entanto, os grupos utilizaram diferentes sites: um no popcorntime.io, e o outro em popcorn-time.se. Em 9 de outubro de 2014, o domínio time4Popcorn.eu foi suspenso "após uma verificação dos dados de contato". Os programas bifurcados de clientes do Popcorn Time pararam de funcionar temporariamente, mas o site rapidamente mudou-se para o novo domínio "popcorn-time.se", onde a página inicial exibia um comunicado, "o Popcorn Time nunca será tirado do ar. Faça o download e desfrute.", em 14 de outubro de 2014.
Escrevendo para o TechCrunch, Matt Burns explicou em 14 de outubro de 2014, que os desenvolvedores informou-lhe que "enormes prejuízos" ocorreram após a remoção do domínio original, com motor de busca optimizada (SEO), sendo o principal problema. Ao mesmo tempo que os desenvolvedores acreditaram que a remoção do domínio original foi devido a uma "investigação judicial em curso na Bélgica", o site TorrentFreak informou em outubro 2014 que ele foi removido "na suspeita de que ele foi registrado usando detalhes de contatos imprecisos." Burns concluiu seu artigo, avisando os desenvolvedores que não devem esperar que as diversas bifurcações do Popcorn Time "possam sobreviver para sempre."

### Variantes do programa
Após a descontinuação do programa, várias equipes independentes resolveram dar seguimento à ideia, duplicando o código-fonte do Popcorn Time original e criando algumas variantes dele. Essas cópias, contudo, apesar de carregarem o nome “Popcorn Time”, não estão associadas diretamente aos desenvolvedores da plataforma que lhes serviu de inspiração.

#### Popcorntime.sh (anteriormente popcorntime.io)
O Popcorntime.sh é um software gratuito baseado no código original do primeiro Popcorn Time. Ele veio a substituir o antigo popcorntime.io, que foi derrubado em outubro de 2015. O serviço tem seu código-fonte disponível para qualquer um acessar e editar na plataforma GitHub e é considerado a única variante oficial do programa original.

#### Popcorn Time Community Edition
Depois de o popcorntime.io ser derrubado, alguns usuários do serviço se uniram e fizeram alterações no código original da página, trazendo-a de volta à ativa. O resultado ficou conhecido como Popcorn Time Community Edition, em reconhecimento ao trabalho da comunidade de usuários que recriou a plataforma. Atualmente, a plataforma se encontra disponível nos domínios popcorntime.ml, popcorntime.tk e popcorntime.ch.

#### Time4Popcorn (Time4Popcorn.eu, Popcorn-Time.to Popcorn-Time.se)
Essa variante teve seu início no domínio time4popcorn.eu, que foi suspenso pela Eurid como resultado de uma investigação contra a página. Logo em seguida, surgiu uma versão atualizada da plataforma, sob o domínio popcorn-time.se, a qual, além de sobreviver às intempéries, ganhou versões para Android e iOS, uma VPN embutida e suporte para Chromecast e Apple TV.

## Recepção
O Popcorn Time tornou-se o objeto da atenção da mídia tradicional por sua facilidade de utilização, com a PC Magazine e a CBS News chamando o Popcorn Time de Netflix da pirataria, e observando as suas vantagens óbvias sobre o Netflix, tais como o tamanho da sua biblioteca, e as últimas seleções disponíveis. Caitlin Dewy do Washington Post disse que o Popcorn Time pode ter sido uma tentativa de tornar um ecossistema normalmente "esboçado" de torrents mais acessível, dando-lhe um olhar moderno limpo e uma interface fácil de usar.

## Suporte

### Android
Em 13 de maio de 2014 o bifurcado Time4Popcorn lançou uma versão móvel para o Android 4.2, ou superior. Os usuários do Time4Popcorn agora são capazes de assistir a filmes e programas de TV na sua tela da televisão, lançando o conteúdo apresentado do aplicativo Popcorn Time para um dispositivo Chromecast. O suporte do Popcorn Time para o Chromecast está atualmente em fase Alfa e trabalha para usuários do OS X, Windows e Android.
Em 7 de agosto de 2014, o bifurcado Time4Popcorn expandiu de forma significativa a quantidade de dispositivos que suportam o aplicativo do Popcorn Time no Android e agora é suportado pela versão 4.0 ou superior.

### Suporte a VPN
Ao descobrir que várias usuários do Popcorn Time (principalmente da Alemanha) receberam ameaças legais de utilização do software, o bifurcado Time4Popcorn criptografou seu tráfego no BitTorrent e também adicionou a opção de ativar o serviço de VPN fornecido pelo Kebrum. Estas características tornam a identificação de usuários do Popcorn Time muito mais difícil.

### Apple TV
Em 30 de julho de 2014, o bifurcado Time4Popcorn adicionou suporte a Apple TV, e anunciou que o "Suporte para dispositivos iOS estará pronto em agosto."

### Aplicativo para iOS
Em 30 de setembro de 2014, o Popcorn Time foi lançado oficialmente para o iOS. O aplicativo foi lançado em seu próprio repositório Cydia e agora é oferecido para os usuários com dispositivos iOS com jailbreak rodando o iOS7 ou superior.
Em 8 de Abril de 2015 o Popcorn Time foi lançado para iOS sem a necessidade de Jailbreak, com opção de VPN.